# Pseudopolydora bassarginensis
Pseudopolydora bassarginensis är en ringmaskart som först beskrevs av Zachs 1933.  Pseudopolydora bassarginensis ingår i släktet Pseudopolydora och familjen Spionidae. Inga underarter finns listade i Catalogue of Life.